# (1614) Goldschmidt
(1614) Goldschmidt és un asteroide que forma part del cinturó d'asteroides i va ser descobert per Alfred Schmitt el 18 d'abril de 1952 des del Reial Observatori de Bèlgica, a Uccle.
Inicialment va rebre la designació de 1952 HA. Més tard es va anomenar en honor de l'astrònom aficionat francès d'origen alemany Hermann Goldschmidt (1802-1866), descobridor de catorze asteroides entre 1852 i 1861.
Està situat a una distància mitjana del Sol de 2,997 ua, podent acostar-s'hi fins a 2,785 ua. La seva inclinació orbital és 14,07° i l'excentricitat 0,07059. Triga a completar una òrbita al voltant del Sol 1895 dies.